# Фая (Сернансельи)
Фа́я (порт. Faia) — район (фрегезия) в Португалии, входит в округ Визеу. Является составной частью муниципалитета Сернансельи. Находится в составе крупной городской агломерации Большое Визеу. По старому административному делению входил в провинцию Бейра-Алта. Входит в экономико-статистический субрегион Доуру, который входит в Северный регион. Население составляет 171 человек на 2001 год. Занимает площадь 3,27 км².